# Arrow (robot)
Arrow eller Hetz (hebreiska: חץ) är en robot som har utvecklats och tillverkas i Israel. Den har finansierats tillsammans med USA och ska användas för att skjuta ner fientliga långdistansrobotar.
Arrow-systemet är mobilt och består av ett flertal enheter så som:
- Långdistansradarstation (Green Pine). Klarar av avstånd på upp till 500 km.
- Arrow (2) avfyrningsramp. 6 robotar per avfyrningsramp. Var och en av robotarna kan avfyras mot olika mål.
- Uppskjutningskontrollcenter, Hazelnut Tree Launch Control Center - LCC.
- Eldgivningskontrollcenter, Citron Tree Fire Control Center - FCC.

## Radarfakta (Green Pine)
- Radarfrekvens: L-bandet
- Upptäcktsavstånd: 500 km
- Målets maxhastighet för att upptäckas: Klarar mål med en hastighet över 3 000 m/s
- Avstånd för styrning till målet: 4 meter från målet